# 郝盛旺
郝盛旺（1917年—2001年），男，陕西绥德人，中华人民共和国军事人物，中国人民解放军少将，曾任广东省军区司令员，第四、五届全国人大代表。